# Ferdinand Stibor
Ferdinand Stibor (23. září 1869 Řepiště – 12. října 1956 Radvanice) byl český římskokatolický reformistický kněz, později spoluzakladatel, duchovní a biskup Církve československé (husitské).

## Život
Syn Františka Stibora a Barbory roz. Havránek.
Po absolvování klasického gymnázia v Těšíně (1882–1890) studoval na teologických fakultách ve Vídni a v Olomouci (1890–1894), se závěrem studia přijal od arcibiskupa Dr. Theodora Kohna kněžské svěcení. Působil v těšínském generálním vikariátu vratislavské diecéze (1894–1907) jako kaplan a katecheta ve farnostech Dolní Lipová, Skalice u Frýdku, Dobrá u Frýdku, Jistebná, Polská (dnes Slezská) Ostrava, v roce 1908 byl ustanoven farářem nově zřízené duchovní správy v Radvanicích (dnes městský obvod Radvanice a Bartovice statutárního města Ostravy). Na základě svých přímých zkušeností poznával komplikované národnostní, politické, náboženské i sociální poměry tehdejšího Ostravska a Těšínska, které se snažil svým farníkům všestranně ulehčovat. Tuto část jeho života v umělecké zkratce zachytila spisovatelka Anna Marie Tilschová v kladné postavě kaplana Ctibora na stránkách rozsáhlé románové fresky Haldy z roku 1927: „…Ženy jako muži by byli šli za Ctibora do ohně, za svého hrdinu. To nebyl žádný velebný pán, ale chudý bratr kněz a jeden z nich…“ Byl neúnavným organizátorem národního života v těšínské části slezského regionu (zakládající člen Matice osvěty lidové, dnes Matice slezská), houževnatým odpůrcem germanizačních snah (např. matriky vedl důsledně v českém jazyce) a zastáncem prostých lidí proti zvůli úřadů i zaměstnavatelů.

Po 28. říjnu 1918 se plně zapojil do činnosti obnovené Jednoty katolického duchovenstva československého (7. listopad 1918). Pracoval jako předseda její diecézní organizace, po vzniku radikálního seskupení Ohnisko a jeho následném přejmenování na Klub reformních kněží (KRK) patřil k předním představitelům (důvěrníkům) hnutí na centrální úrovni.
Již 25. září 1919 se oženil s kuchařkou na Slezské Ostravě - Žofií (* 2. květen 1888 Slezská Ostrava), dcerou Jana Foldyny - strojníka ze Žermanic a Františky roz. Staš, s níž měl syny Ferdinanda Rudolfa (* 4. červen 1910 Frenštát pod Radhoštěm čp. 608) a Břetislava (* 1920).
Zúčastnil se valného sjezdu KRK 8. 1. 1920 v Praze, v jehož průběhu byla ustavena Církev československá, jako člen jejího prvního řídícího grémia Církevního výboru byl jedním ze čtyř signatářů provolání Národu československému z 10. ledna 1920.

V následujících desetiletích patřil k výrazným tvářím vnitrocírkevní práce CČS, od 9. srpna 1920 se zvláštním pověřením k dozoru nad duchovní správou na Moravě a ve Slezsku; do roku 1928 sám působil jako farář náboženské obce v Radvanicích (vznikla jako jedna z prvních již 15. ledna 1920). V listopadu 1922 byl zvolen správcem postupně konstituované slezské (též ostravské) diecéze CČS se sídlem v Radvanicích a v období 9. 12. 1923 – 31. 12. 1950 pak jejím opětovně voleným biskupem.

Po smrti ThDr. Gustava Adolfa Procházky (1942), kdy zůstal úřad patriarchy CČS vzhledem k nesouhlasu okupačních úřadů s navrženými kandidáty vakantní, vykonával v letech 1942–1945 funkci správce celé protektorátní církve; v posledních dvou válečných letech (1944–1945) musel být po zatčení Jana Lomoze rovněž správcem západočeské (dnes pražské) diecéze. K 31. prosinci 1950 požádal o penzionování z důvodů stáří a zhoršujícího se zdravotního stavu, až do své smrti 12. října 1956 však zůstal aktivním a vítaným účastníkem života náboženských obcí své diecéze i širší církve.

Ferdinand Stibor patřil k zakladatelské generaci CČS(H), po celý život byl uznávaným, duchovními i laiky oblíbeným a váženým seniorem biskupského sboru Církve československé. Důkazem toho byly nejen srdečné oslavy biskupových osmdesátin v roce 1949, ale i obrovská spontánní účast široké veřejnosti na jeho pohřbu 17. října 1956. Církev tu vyjádřila své uznání a vděk za Stiborovy osobní zásluhy na založení a řadu let trvající biskupskou správu dvacítky slezských a severomoravských náboženských obcí CČS, jež v pohraničí od Jeseníku po Český Těšín intenzivně žily a překonaly nejprve krutě doléhající krizi třicátých let, odtržení celých oblastí od původní vlasti (1938) i nacistickou okupaci malého zbytku původního diecézního území (1939). Po biskupu Stiborovi zbylo jen velmi málo tištěných slov, o to však více činů, jimiž se postupně vepsal do životů desetitisíců členů věřících tamních náboženských obcí.

## Dílo

### Liturgické tisky
- Zpěvník církve československé pro Slezsko a pohraniční Moravu. Slezská Ostrava 1922
- Kázání na nedělní a sváteční perikopy církevního roku: Od I. neděle adventní až do VI. neděle po Velikonocích. Svinov 1929

### Studie a stati o Ferdinandu Stiborovi
- Masarykův slovník naučný. VI. díl. Praha 1932, s. 967
- Ottův slovník naučný nové doby. Dodatky, VI. díl, 1. svazek. Praha 1940, s. 376
- BARCUCH, Antonín. Počátky církve československé (husitské) v Radvanicích. Těšínsko, 48/3, 2005, s. 20–23
- Biografický slovník Slezska a severní Moravy. 9. sešit. Ostrava : Filozofická fakulta Ostravské univerzity, 1997. 146 s. ISBN 80-7042-480-X. S. 100
- BRAŽINA, František. Vzpomínka na slezského biskupa Ferdinanda Stibora. Náboženská revue (příloha Jednota), 27/6, 1956, s. 90–91
- ČMERDA, Lumír. Portrét víry Ferdinanda Stibora. Náboženská revue CČS, 30/1, 1959, s. 3–10
- HORSKÝ, Rudolf. Agenda biskupa Stibora. Náboženská revue CČS, 33/3–4, 1962, s. 121–131
- K osmdesátým narozeninám biskupa Ferdinanda Stibora. Český zápas, roč. 32, č. 38/1949
- KADEŘÁVEK, Václav. Biskup Ferdinand Stibor. Dvacet pět let od jeho úmrtí. In Kalendář Blahoslav. Praha 1981, s. 91
- KOVÁŘ, František. Biskup Ferdinand Stibor. Český zápas, roč. 34, č. 22/1951
- PRÁŠEK, Ferdinand. Ferdinand Stibor, in: Vznik Československé církve a patriarcha G. A. Procházka. Praha 1932, s. 106–108
- JINDRA, Martin: Sáhnout si do ran tohoto světa. Perzekuce a rezistence Církve československé (husitské) v letech 1938–1945. ÚSTR – CČSH, Praha 2017, s. 698.
- JINDRA, Martin – SLADKOWSKI, Marcel (eds.): Biografický slovník Církve československé husitské. CČSH, Praha 2020, s. 640, ISBN 978-80-7000-167-7.